# 105

105(백오)는 104보다 크고 106보다 작은 자연수다.

## 수학
- 합성수로, 그 약수는 1, 3, 5, 7, 15, 21, 35, 105다. 진약수의 합은 87이므로, 105는 부족수다.
- 가장 작은 차이젤 수이자, 유일한 세 자리 차이젤 수다. 다음 차이젤 수는 1419다.
- 7번째 쐐기수다. 앞의 쐐기수는 102, 다음 쐐기수는 110이다.
  - 가장 작은 홀수 쐐기수다. 다음 홀수 쐐기수는 165다.
- 14번째 삼각수다. 앞의 삼각수는 91, 다음 삼각수는 120이다.
- 5번째 십이각수다. 앞의 십이각수는 64, 다음은 156이다.
- {\displaystyle 105=3\times 5\times 7=1\times 3\times 5\times 7}
  - 연속하는 세 홀수의 곱으로 나타낼 수 있으며, 이 성질을 지닌 앞의 수는 15, 다음 수는 315다.
  - 연속하는 세 소수(素數)의 곱으로 나타낼 수 있으며, 이 성질을 지닌 앞의 수는 30, 다음 수는 385다.
  - 연속하는 네 홀수의 곱으로 나타낼 수 있는 가장 작은 자연수다. 이 성질을 지닌 다음 수는 945다.
- {\displaystyle n}번째 원분 다항식 {\displaystyle \Phi _{n}(x)}에 −1, 0, 1이 아닌 계수가 등장하는 최소의 양의 정수 {\displaystyle n}이다.

## 과학
- 더브늄(Db)의 원자번호.
- NGC 105: 물고기자리 방향에 있는 나선은하.

## 교통

### 철도
- 철도차량
  - 일본국유철도 105계 전동차(일본어판)

- 철도역
  - 수도권 전철 1호선 덕정역의 역번호.
  - 부산 도시철도 1호선 괴정역의 역번호.
  - 대전 도시철도 1호선 중앙로역의 역번호.
  - 광주 도시철도 1호선 금남로4가역의 역번호.
  - 대구 도시철도 1호선은 105번 역이 없고, 115번부터 시작한다.

### 도로
- 고속도로
  - 유럽 고속도로 105호선: 노르웨이 시르케네스에서 우크라이나 얄타까지 이어지는 유럽 고속도로.
  - 오토루트 105호선: 프랑스의 고속도로. 오토루트 5호선(프랑스어판)의 지선도로.
  - 남해고속도로제3지선의 노선 번호
- 국도 제105호선
  - 일본 105번 국도: 아키타현 유리혼조시에서 기타아키타시까지 이어지는 일본의 국도.
  - 인도 105번 국도
- 기타 도로
  - 현도 제105호선

## 군사
- U-105: 독일의 군용 잠수함. 제1차 세계 대전에 사용된 1917년제 모델(영어판, 독일어판)과 제2차 세계 대전에 사용된 1940년제 모델(영어판, 독일어판)이 있다.

## 문화유산
- 대한민국의 국보 제105호: 산청 범학리 삼층석탑
- 대한민국의 보물 제105호: 서산 보원사지 법인국사탑
- 대한민국의 사적 제105호: 금산 칠백의총

## 방송
- 스카이라이프의 히스토리 채널 번호.
- 지니 TV의 씨네트리 채널 번호.
- B tv의 MBC M 채널 번호.
- U+ TV의 KBS N 스포츠 채널 번호.
- LG헬로비전의 JTBC 골프앤스포츠 채널 번호.
- B tv 케이블의 한경아르떼TV 채널 번호.
- KT HCN의 뉴트로TV 채널 번호.

## 기타
- 날짜: 1월 5일, 10월 5일
- 연도: 105년, 기원전 105년
- 105인 사건